# Alianza Democrática Progresista
La Alianza Democrática Progresista (ADP) es un partido político ecuatoguineano.

## Historia
Fue fundado en los años 90 por el entonces alcalde de Malabo, Vitorino Bolekia, como partido opositor al régimen de Teodoro Obiang Nguema. Como tal, formó parte de la alianza opositora Plataforma de Oposición Conjunta (POC).
No obstante, la formación pronto se dividió en dos facciones: una opositora (liderada por Bolekia) y una partidaria del régimen (encabezada por Francisco Mba Olo Bahamonde). La facción pro gubernamental acabó imponiéndose y a partir de los años 2000 la ADP adquirió una postura favorable al régimen de Obiang, presentándose junto a otras formaciones opositores en coalición al gobernante Partido Democrático de Guinea Ecuatorial (PDGE) para las elecciones legislativas celebradas hasta la actualidad.
El líder de la ADP, Francisco Mba Olo Bahamonde, se ha desempeñado como Ministro de Bosques y Medio Ambiente y Ministro de Telecomunicaciones y Transportes en el gobierno de Obiang.
De ideología demócrata cristiana, estuvo afiliado a la Internacional Demócrata de Centro.